# 2577 Litva
A 2577 Litva (ideiglenes jelöléssel 1975 EE3) egy marsközeli kisbolygó. Nyikolaj Sztyepanovics Csernih fedezte fel 1975. március 12-én.